# Jorge Ramírez Gallego
Jorge Ramírez Gallego (Cali, 25 de marzo de 1940) también conocido como Jorge Gallego, es un exfutbolista colombiano (delantero). Es el mayor goleador histórico del Deportivo Cali y uno de los cinco mayores goleadores en la historia del Campeonato Profesional Colombiano.

## Trayectoria

### Millonarios
Su inicio profesional fue en Millonarios en 1962 y tuvo un breve paso por Deportes Quindío.

### Deportivo Cali
Llegaría al Deportivo Cali en 1965 donde permanecería 9 temporadas anotando en total 169 goles. En la selección Colombia jugó 14 partidos internacionales y anotó 4 goles, incluyendo la fase previa al Campeonato Sudamericano 1967 y las eliminatorias al Mundial 1970.

### CD Mensajero
Su trayectoria profesional culminaría en CD Mensajero en 1975. Actualmente continúa vinculado con el CD Mensajero como buscador de jóvenes talentos para el club.

## Clubes
| Club             | País     | Año       |
| ---------------- | -------- | --------- |
| Millonarios      | Colombia | 1962-1964 |
| Deportes Quindío | Colombia | 1964      |
| Deportivo Cali   | Colombia | 1965-1973 |
| Deportes Tolima  | Colombia | 1974–1975 |

## Palmarés

### Campeonatos nacionales
| Título           | Club           | País     | Año  |
| ---------------- | -------------- | -------- | ---- |
| Primera División | Millonarios    | Colombia | 1962 |
| Primera División | Millonarios    | Colombia | 1963 |
| Primera División | Deportivo Cali | Colombia | 1965 |
| Primera División | Deportivo Cali | Colombia | 1967 |
| Primera División | Deportivo Cali | Colombia | 1969 |
| Primera División | Deportivo Cali | Colombia | 1970 |